# Ashes Tour 2002/03
Die Ashes Tour 2002/03 war die Tour der englischen Cricket-Nationalmannschaft nach Australien, die die 62. Austragung der Ashes beinhaltete und wurde zwischen dem 22. Oktober 2002 und dem 8. Januar 2003 als Bestandteil der internationalen Cricket-Saison 2002/03 ausgetragen. Die Ashes Series 2002/03 wurde in Form von fünf Testspielen zwischen England und Australien ausgetragen. Australien gewann die Ashes mit 4-1.

## Stadien
Die folgenden Stadien wurden für die Tour als Austragungsorte vorgesehen.
| Stadion                  | Stadt     | Kapazität | Spiele  |
| ------------------------ | --------- | --------- | ------- |
| Adelaide Oval            | Adelaide  | 53.583    | 2. Test |
| The Gabba                | Brisbane  | 42.000    | 1. Test |
| Melbourne Cricket Ground | Melbourne | 100.024   | 5. Test |
| WACA Ground              | Perth     | 20.000    | 3. Test |
| Sydney Cricket Ground    | Sydney    | 48.000    | 4. Test |

## Kader
Die folgenden Kader wurden von den Mannschaften bekanntgegeben.
| Test | Test |
| Australien | England |
| --- | --- |
| - Steve Waugh (K) - Adam Gilchrist (vK) - Andy Bichel - Jason Gillespie - Matthew Hayden - Brad Hogg - Justin Langer (wk) - Brett Lee - Darren Lehmann - Martin Love - Stuart MacGill - Damien Martyn - Glenn McGrath - Ricky Ponting - Shane Warne - Brad Williams | - Nasser Hussain (K) - James Anderson - Ian Blackwell - Andy Caddick - Paul Collingwood - Stephen Harmison - Matthew Hoggard - Adam Hollioake - Ronnie Irani - James Kirtley - Nick Knight - Owais Shah - Jeremy Snape - Alec Stewart (wk) - Marcus Trescothick - Michael Vaughan |

## Tour Matches
| 22. Oktober Scorecard | Perth | ACB Chairman’s XI 301-7 (50)          | – | England XI 243 (48.5) |
|                       |       | ACB Chairman’s XI gewinnt mit 58 Runs |   |                       |

| 24.–25. Oktober Scorecard | Perth | England XI 221 (87.2) | – | Western Australia 313-6 (90) |
|                           |       | Remis                 |   |                              |

| 28.–30. Oktober Scorecard | Perth | Western Australia 213 (65.5) & 248 (74.2) | – | England XI 327 (102.5) & 130-5 (20) |
|                           |       | Remis                                     |   |                                     |

| 2.–4. November Scorecard | Brisbane | Queensland 582 (158) | – | England XI 322-7 (102) |
|                          |          | Remis                |   |                        |

| 15.–17. November Scorecard | Hobart | Australien A 353-3d (75) & 310-5d (128) | – | England XI 183 (70.2) |
|                            |        | Remis                                   |   |                       |

| 6. Dezember Scorecard | Sydney | England XI 206 (49.2)                 | – | New South Wales 211-2 (42) |
|                       |        | New South Wales gewinnt mit 8 Wickets |   |                            |

| 8. Dezember Scorecard | Sydney | Australien A 205-9 (50)          | – | England XI 182 (47) |
|                       |        | Australien A gewinnt mit 23 Runs |   |                     |

| 10. Dezember Scorecard | Canberra | England XI 152 (40.4)                     | – | Prime Minister’s XI 153-6 (31.4) |
|                        |          | Prime Minister’s XI gewinnt mit 4 Wickets |   |                                  |

| 8. Januar Scorecard | Bowral | England XI 279-8 (50)                       | – | Sir Donald Bradman XI 285-4 (46.3) |
|                     |        | Sir Donald Bradman XI gewinnt mit 6 Wickets |   |                                    |

## Test Matches

### Erster Test in Brisbane
| 7.–10. November Scorecard | Brisbane | Australien 492 (130.2) & 296-5d (71) | – | England 325 (106.5) & 79 (28.2) |
|                           |          | Australien gewinnt mit 384 Runs      |   |                                 |

### Zweiter Test in Adelaide
| 21.–24. November Scorecard | Adelaide | England 342 (115.5) & 159 (59.2)                 | – | Australien 552-9d (139.2) |
|                            |          | Australien gewinnt mit einem Innings und 51 Runs |   |                           |

### Dritter Test in Perth
| 29. November–1. Dezember Scorecard | Perth | England 185 (64.2) & 223 (82.1)                  | – | Australien 456 (99.1) |
|                                    |       | Australien gewinnt mit einem Innings und 48 Runs |   |                       |

### Vierter Test in Melbourne
| 26.–30. Dezember Scorecard | Melbourne | Australien 551-6d (146) & 387 (120.4) | – | England 270 (89.3) & 107-5 (23.1) (f/o) |
|                            |           | Australien gewinnt mit 5 Wickets      |   |                                         |

### Fünfter Test in Sydney
| 2.–6. Januar Scorecard | Sydney | England 362 (127) & 452-9d (125.3) | – | Australien 363 (80.3) & 226 (54) |
|                        |        | England gewinnt mit 225 Runs       |   |                                  |

## Statistiken
Die folgenden Cricketstatistiken wurden bei dieser Tour erzielt.
| Tests           | Tests      | Tests   | Tests   | Tests   | Tests   | Tests   | Tests   | Tests   |
| Batting         | Batting    | Batting | Batting | Batting | Batting | Batting | Batting | Batting |
| Spieler         | Mannschaft | Spiele  | Innings | Runs    | Average | HS      | 100s    | 50s     |
| --------------- | ---------- | ------- | ------- | ------- | ------- | ------- | ------- | ------- |
| Michael Vaughan | England    | 5       | 10      | 633     | 63,30   | 183     | 3       | 0       |
| Matthew Hayden  | Australien | 5       | 8       | 496     | 62,00   | 197     | 3       | 0       |
| Justin Langer   | Australien | 5       | 8       | 423     | 52,87   | 250     | 1       | 0       |
| Ricky Ponting   | Australien | 5       | 8       | 417     | 52,12   | 154     | 2       | 1       |
| Nasser Hussain  | England    | 5       | 10      | 382     | 38,20   | 75      | 0       | 4       |
| Bowling         |            |         |         |         |         |         |         |         |
| Spieler         | Mannschaft | Spiele  | Overs   | Wickets | Average | BBI     | 5W      | 10W     |
| Jason Gillespie | Australien | 5       | 181.5   | 20      | 24,60   | 4/25    | 0       | 0       |
| Andy Caddick    | England    | 4       | 171     | 20      | 34,50   | 7/94    | 1       | 1       |
| Glenn McGrath   | Australien | 4       | 162.2   | 19      | 20,00   | 4/36    | 0       | 0       |
| Shane Warne     | Australien | 3       | 131.1   | 14      | 24,78   | 4/93    | 0       | 0       |
| Craig White     | England    | 4       | 122.1   | 14      | 38,00   | 5/127   | 1       | 0       |

## Player of the Series
Als Player of the Series wurden die folgenden Spieler ausgezeichnet.
| Serie | Player of the Series |
| ----- | -------------------- |
| Test  | Michael Vaughan      |

### Player of the Match
Als Player of the Match wurden die folgenden Spieler ausgezeichnet.
| Spiel   | Player of the Match |
| ------- | ------------------- |
| 1. Test | Matthew Hayden      |
| 2. Test | Ricky Ponting       |
| 3. Test | Damien Martyn       |
| 4. Test | Justin Langer       |
| 5. Test | Michael Vaughan     |